# Ménagerie du Jardin des plantes
La Ménagerie du Jardin des Plantes —o Ménagerie (zoo) del Jardín de Plantas— es un parque zoológico público que depende del Museo Nacional de Historia Natural de Francia, y que se encuentra ubicado en París, en el V distrito (en francés: Ve arrondissement). Fundado en 1794 por iniciativa de Bernardin de Saint-Pierre, este zoo es uno de los más antiguos del mundo, entre los que han estado abiertos al público con continuidad. Otro de los zoológicos antiguos y que hoy día aún permanecen funcionando, es el de Schönbrunn, en Viena, Austria (fundado en 1752).
Actualmente, el director de la Ménagerie del Jardín de Plantas es Michel Saint-Jalme (nombrado en el año 2009).

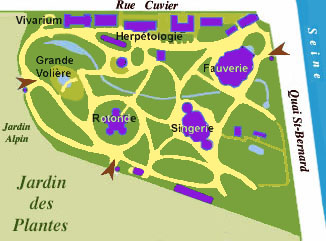
Plan de la 'Ménagerie du Jardin des Plantes', el que junto con los otros edificios del 'Jardin des Plantes', el 24 de marzo de 1993 fue declarado monumento histórico.

Las instalaciones de la ménagerie se extienden sobre aproximadamente 5,5 hectáreas, en la zona noreste del Jardin des Plantes de París, teniendo al noroeste a la rue Cuvier, y al noreste al quai Saint-Bernard. Durante un largo tiempo, estas instalaciones fueron gerenciadas por los responsables de etología del Muséum, al igual que el Parc zoologique de Paris ubicado en el bosque de Vincennes, pero luego de su reorganización en el año 2001, el conjunto pasó a depender del 'Département des jardins botaniques et zoologiques'.
Allí se presentan al público alrededor de 600 animales, entre mamíferos, aves, y reptiles, correspondientes a 180 diferentes especies, así como también anfibios e invertebrados. Corresponde destacar que el citado es uno de los pocos zoos en Francia que exhibe canguros arborícolas y orangutanes.
Esta ménagerie es miembro de la Asociación Europea de Zoos y Acuarios, desarrollando la llamada conservación ex situ de especies, y participando en el Programa Europeo de Especies en Peligro (EEP y ESB), para el que particularmente coordina cuatro de esas especies en riesgo. Asimismo, también es miembro de la Asociación Mundial de Zoos y Acuarios (en inglés: World Association of Zoos and Aquariums, WAZA).

## Historia

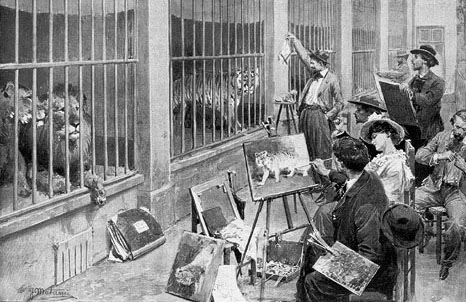
Artistas de la fauna en el 'Jardín de plantas' en 1902 // Magazine L'Illustration (agosto de 1902).

La ménagerie del Jardín de Plantas fue oficialmente abierto al público el 11 de diciembre de 1794, por iniciativa de Bernardin de Saint-Pierre, en ese entonces profesor de zoología en el Museo Nacional de Historia Natural, gracias a la sesión de animales de las ménageries reales de Versalles y la del Castillo de Raincy (estos últimos pertenecientes al entonces duque Luis Felipe III de Orleans), transferencias que se concretaron respectivamente el 6 de abril de 1794, y el 27 de mayo de ese mismo año. Además, y desde el 4 de noviembre de 1793, también se tuvo el aporte de animales de diferentes recintos feriales y zoológicos privados. Pero, el espacio consagrado a los animales no tenía entonces la extensión que tiene hoy día, pues la parte norte estaba aún compartida con varias propiedades privadas. La ménagerie recién adquirió la superficie actual en 1860, cuando Isidore Geoffroy Saint-Hilaire, entonces director del museo, impulsó aumentar la superficie destinada a la ménagerie, a efectos de estudiar el comportamiento animal en espacios más apropiados.
En el curso de su historia, la ménagerie tuvo y presentó al público una gran variedad de especies animales, entre ellas la primera jirafa en arribar a territorio francés europeo (año 1826), un couagga, así como también varios elefantes, hipopótamos, osos marrones y blancos, leones, tigres, focas …
Varias construcciones a veces sofisticadas para la época, fueron edificadas a estos efectos en la segunda mitad del siglo XIX y a principios del siglo XX, superando paulatinamente así a los anteriores espacios cercados (corrales) y jaulas : rotonda, fosos para la zona de osos, recinto para monos, zona para grandes felinos, albergue para rapaces y reptiles, etc. Fue así como los fosos para contener a los osos fueron terminados en 1805, y las nuevas zonas para los « animales feroces » fueron ejecutadas en el período 1817-1821, una rotonda para los « animales  poco agresivos » fue construida y acondicionada en el período 1804-1812, la zona de monos en 1835-1837, un albergue para reptiles en 1870-1874, un par de cuerpos de agua (piscinas) para cocodrilos y leones marinos (1882), una gran pajarera y una faisanería (1881), y una jaula para aves rapaces (1820-1825), a lo que también se debe agregar la gran pajarera metálica de 1888 concretada bajo la dirección del ornitólogo y naturalista francés Alphonse Milne-Edwards para la Exposición universal de 1889, y que actualmente aún es utilizada.

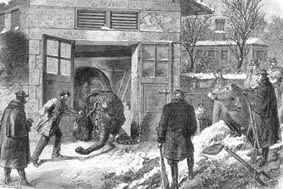
A uno de los elefantes le dispararon por su carne en diciembre de 1870.

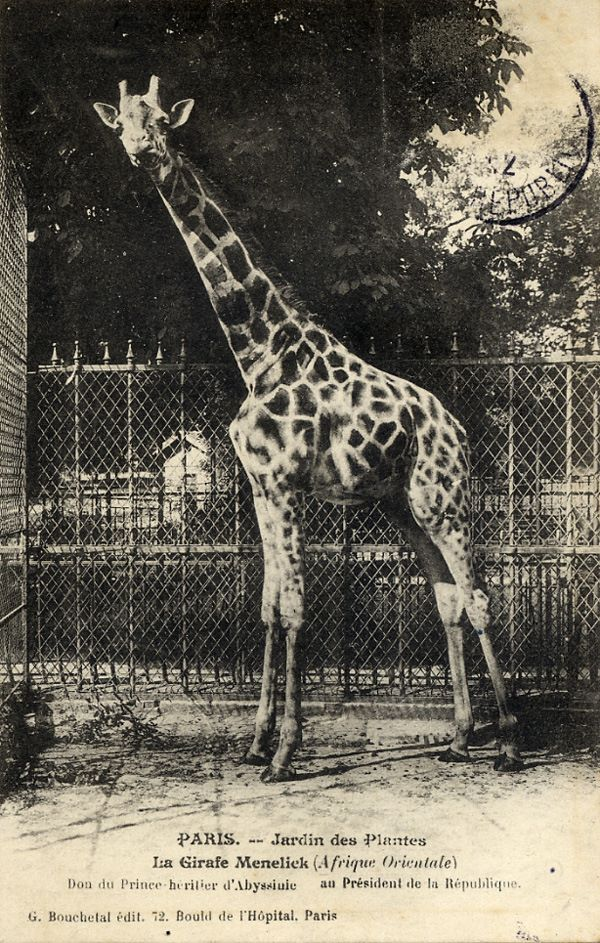
La girafa Ménélik, macho de 7 años llegado a Francia el 2 de enero de 1911, como presente de parte del príncipe heredero de Abisinia Menelik II para el entonces presidente de la República francesa Clément Armand Fallières.

En el siglo XIX, paseos en elefantes asiáticos y dromedarios tenían lugar para el público en los senderos de la ménagerie, mediante el pago de un suplemento, aunque en los años 1930 se suspendió esta práctica por razones de seguridad tanto para los animales como para las personas.

## Conservación y cooperación internacional

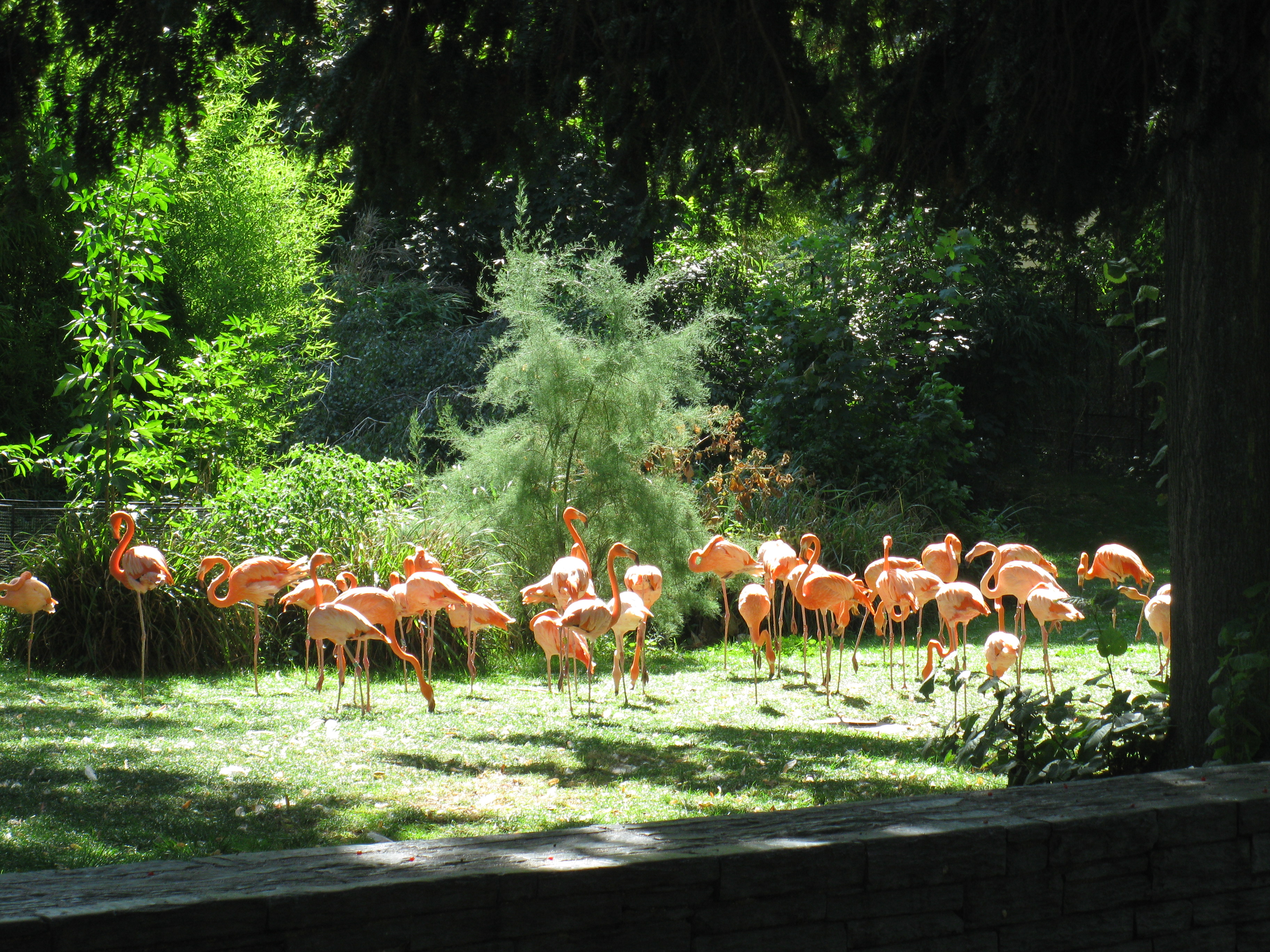
Los flamencos no son una especie en peligro, pero asimismo, interesa su exhibición.

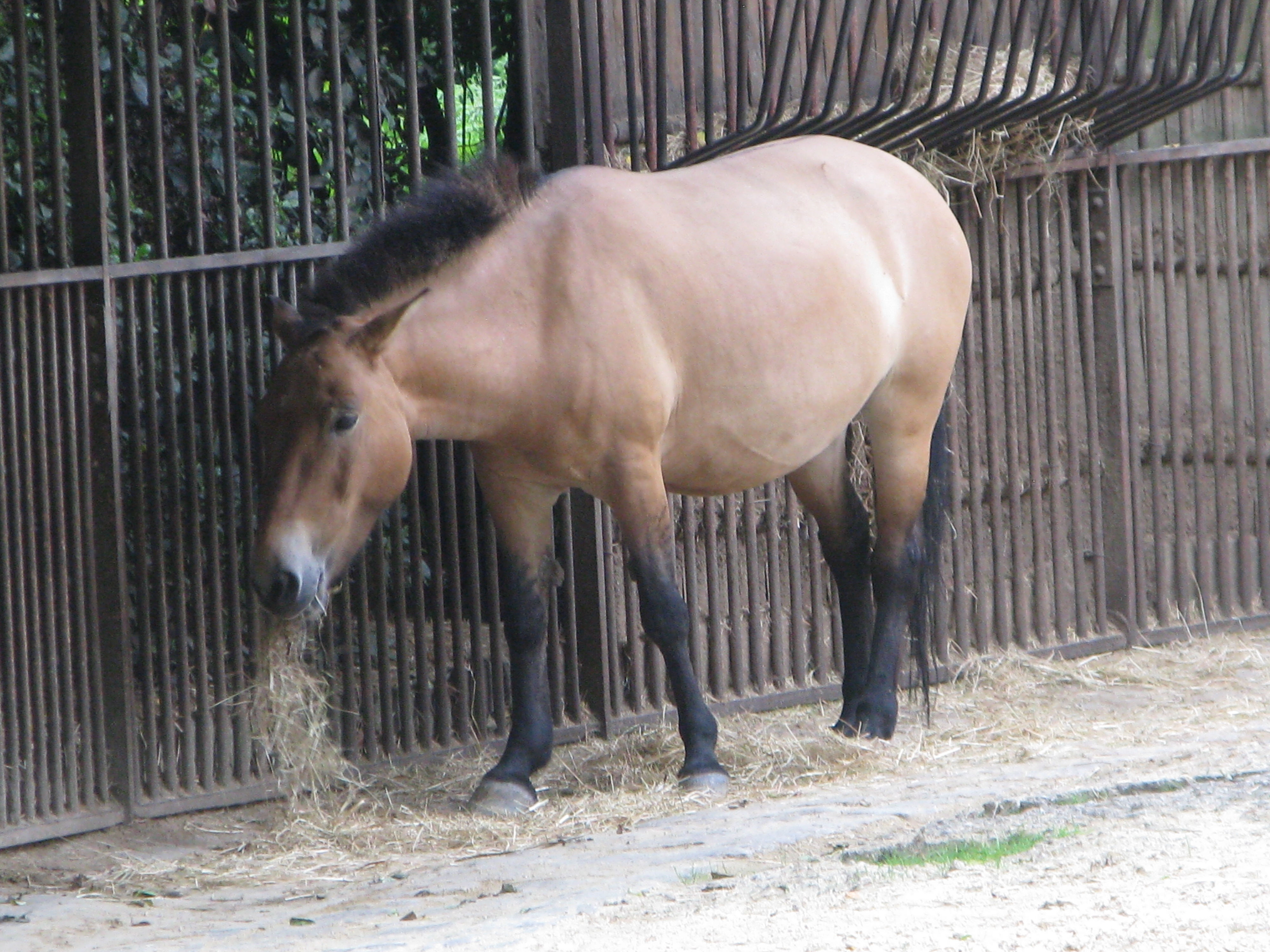
Un caballo de Przewalski en la ménagerie.

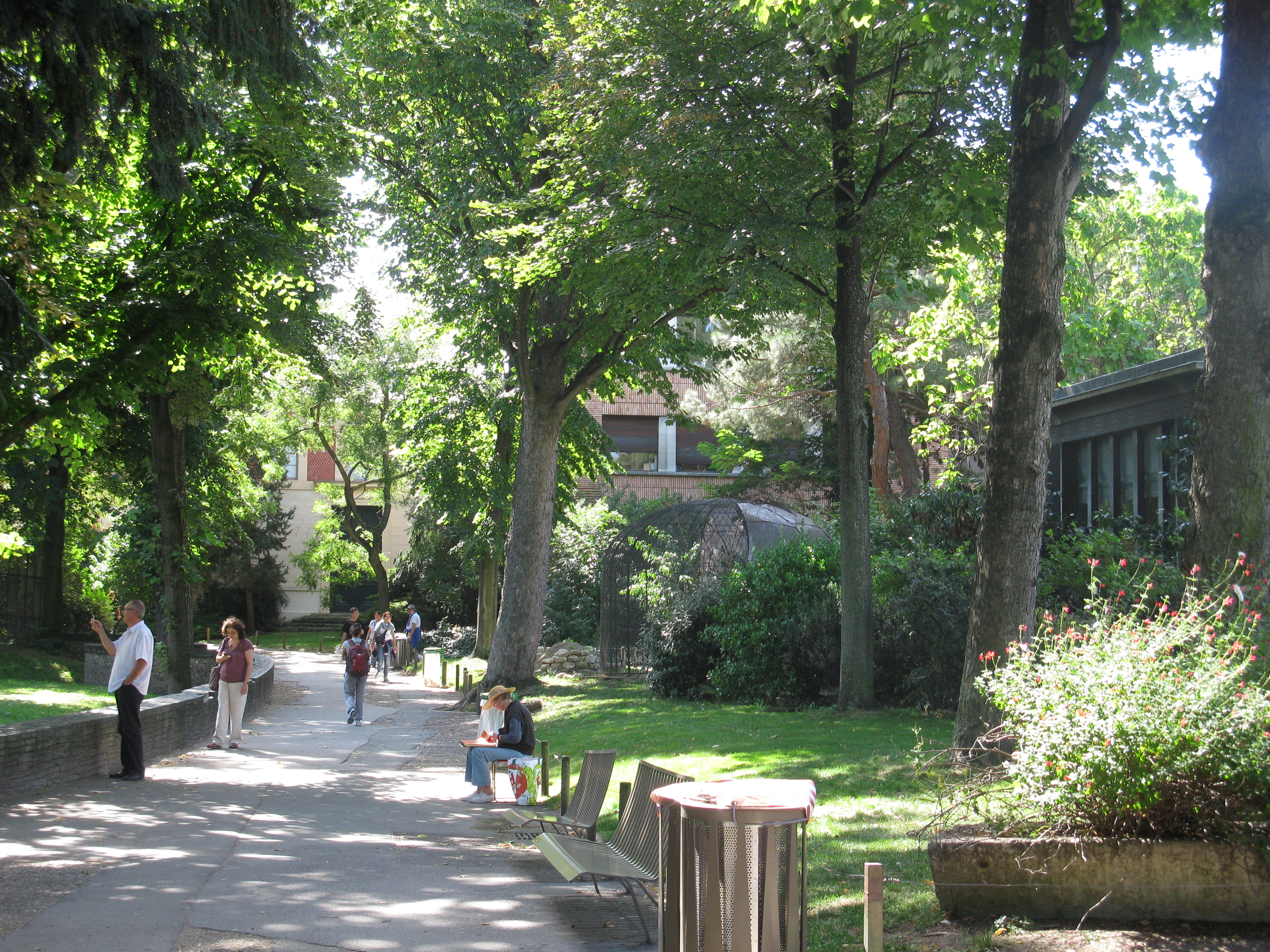
El Vivarium de la Ménagerie (a derecha), el que fuera construido en 1926 sobre la base de los planos de René Jeannel, y con fondos de la llamada «suscripción Pasteur».

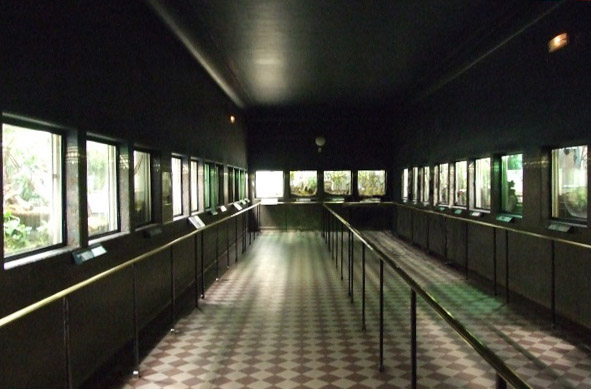
Interior del Vivarium de la Ménagerie.

Actualmente, la ménagerie da albergue a alrededor de 1100 animales, contando mamíferos, reptiles, y aves, en una extensión de 5,5 hectáreas. La especialización abarca a varios grupos de animales :
- Entre los mamíferos, el caballo de Przewalski, el orangután, varias especies de caprinos (cabra de las montañas Rocallosas, takin del Himalaya, baral, cabra montés de Etiopía), así como pequeños carnívoros, roedores, y cercopitecos ;[27]
- Entre las aves, los buitres y las aves rapaces nocturnes están bien representadas, así como los faisanes y ciertas aves de medio acuático y largas patas tales como espátulas, ibis, grullas, trompeteros … ;[27]

Diversas especies, algunas amenazadas en sus respectivos medios naturales, son reproducidas en la Ménagerie, efectuándose intercambios con establecimientos similares a lo largo y ancho del mundo. El zoo de la Ménagerie, en particular coordina cuatro programas europeos para especies amenazadas (EEP y ESB) ː tragopan de Blyth (vulnerable), binturong (vulnerable), gayal (vulnerable), y cabra azul del Himalaya (preocupación menor).

## Instalaciones y fauna
La ménagerie tiene alrededor de 270 mamíferos de 50 especies, 330 aves de 80 especies, 200 reptiles de 50 especies, 200 anfibios de 10 especies, así como aproximadamente 1200 no-vertebrados de unas sesenta especies, alojadas en un vivarium, el que fuera construido en 1926 gracias a una suscripción abierta por René Jeannel para la llamada « journée Pasteur » o « suscripción Pasteur », y que en su origen pasó a depender del Laboratorio de Entomología del Muséum.
El equipo de la clínica veterinaria del zoo, particularmente comprende al Dr Norin Chai, veterinario especializado, diplomado del 'Collège européen de médecine zoologique (ECZM)', y también subdirector de la Ménagerie.

### Galería de herpetología
La galería de herpetología, en otro tiempo llamada « Palacio de reptiles », fue concebida en 1874 por el arquitecto Jules André. Este sitio también alberga los laboratorios de herpetología del Muséum. Por su parte, las tortugas gigantes de Aldabra (Seychelles) pasan allí la estación fría, pues en el verano, son exhibidas en el exterior, alrededor de la Rotonda.

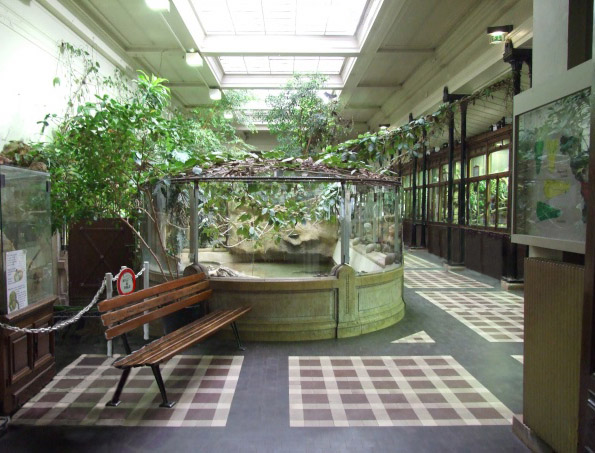
Interior de la Galerie de herpetología
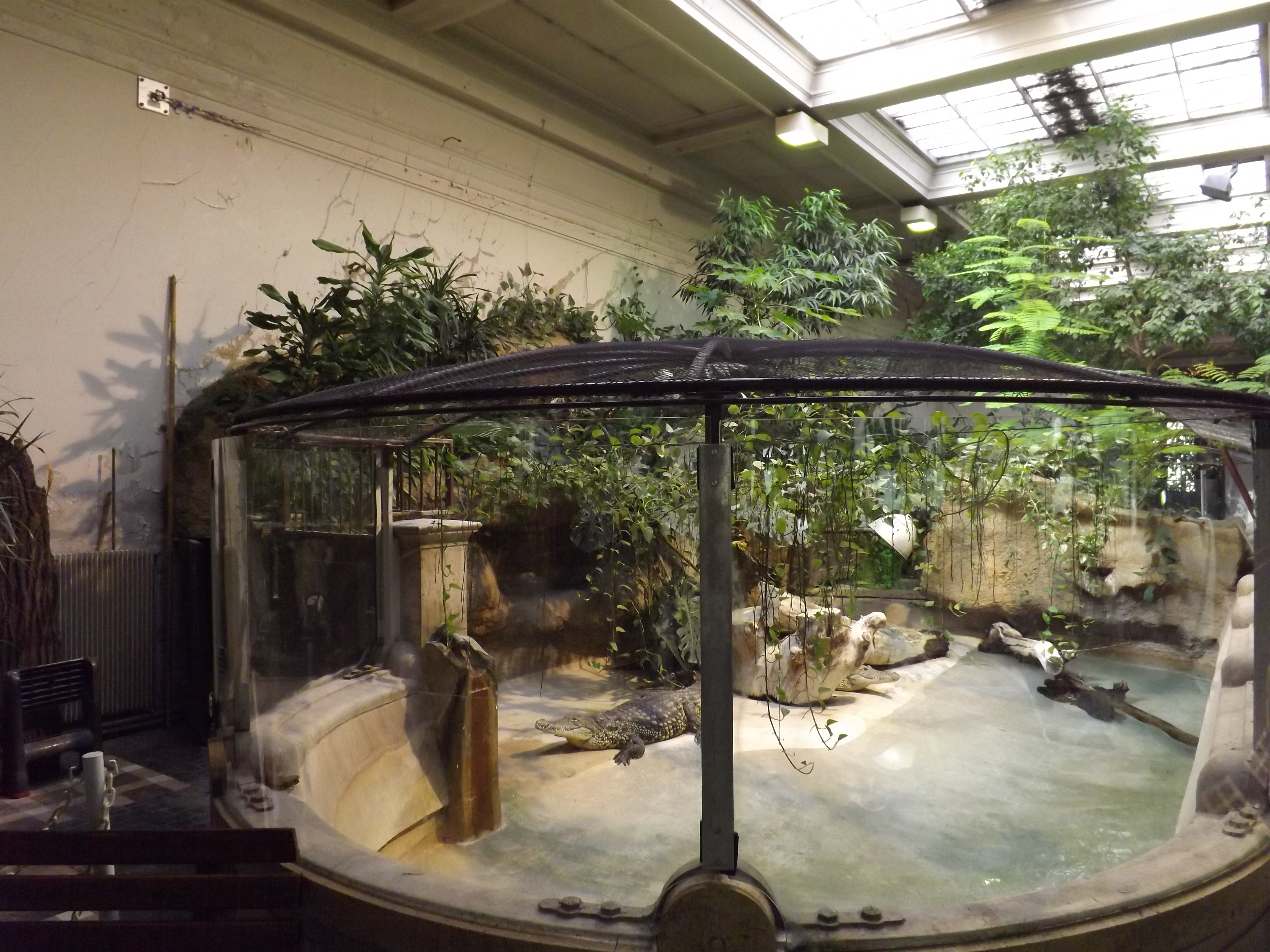
Zona de los cocodrilos del Nilo
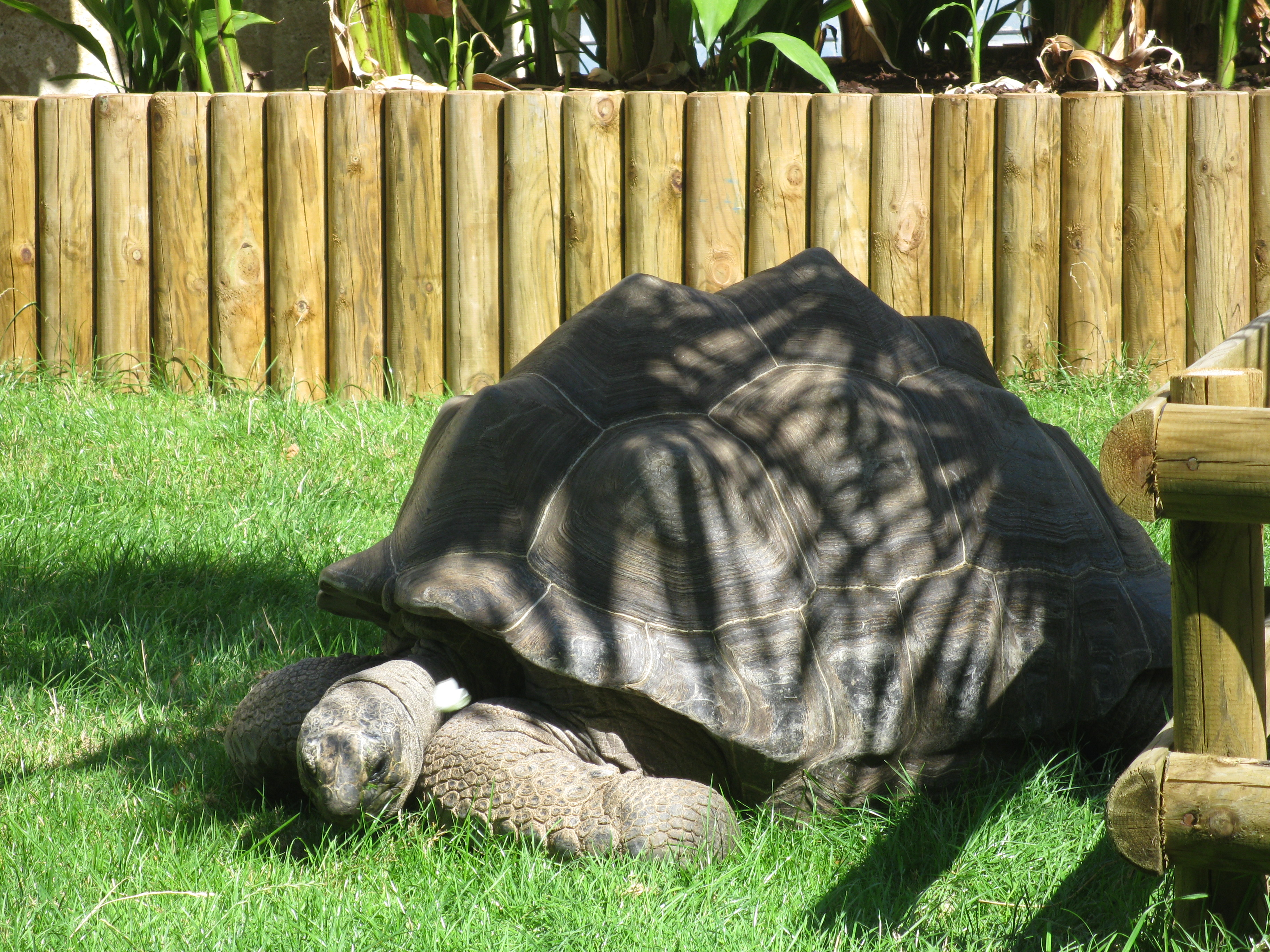
Tortuga gigante de las Seychelles

### Albergue de grandes carnívoros
La construcción fue concebida en 1937 por el arquitecto René Berger, en reemplazo del « albergue de fieras » o « albergue de animales feroces » construido por Jacques Molinos entre 1817 y 1821. Al frente de esta construcción, se puede observar una escultura de Paul Jouve, representando a "Un león matando a una cabra".
Progresivamente, la ménagerie se fue desembarazando de los grandes felinos, los que se encontraban demasiado confinados en sus estrechas jaulas, y hoy día, no se exhiben en ese zoo, ni más tigres, ni el singular jaguar negro Aramis (este último pasó a estar en el Parc zoologique de Paris a partir de su reapertura en el año 2014).
Esta construcción también alberga en la actualidad, caracales, leopardos longibando, leopardos de las nieves, y leopardos chinos del norte.

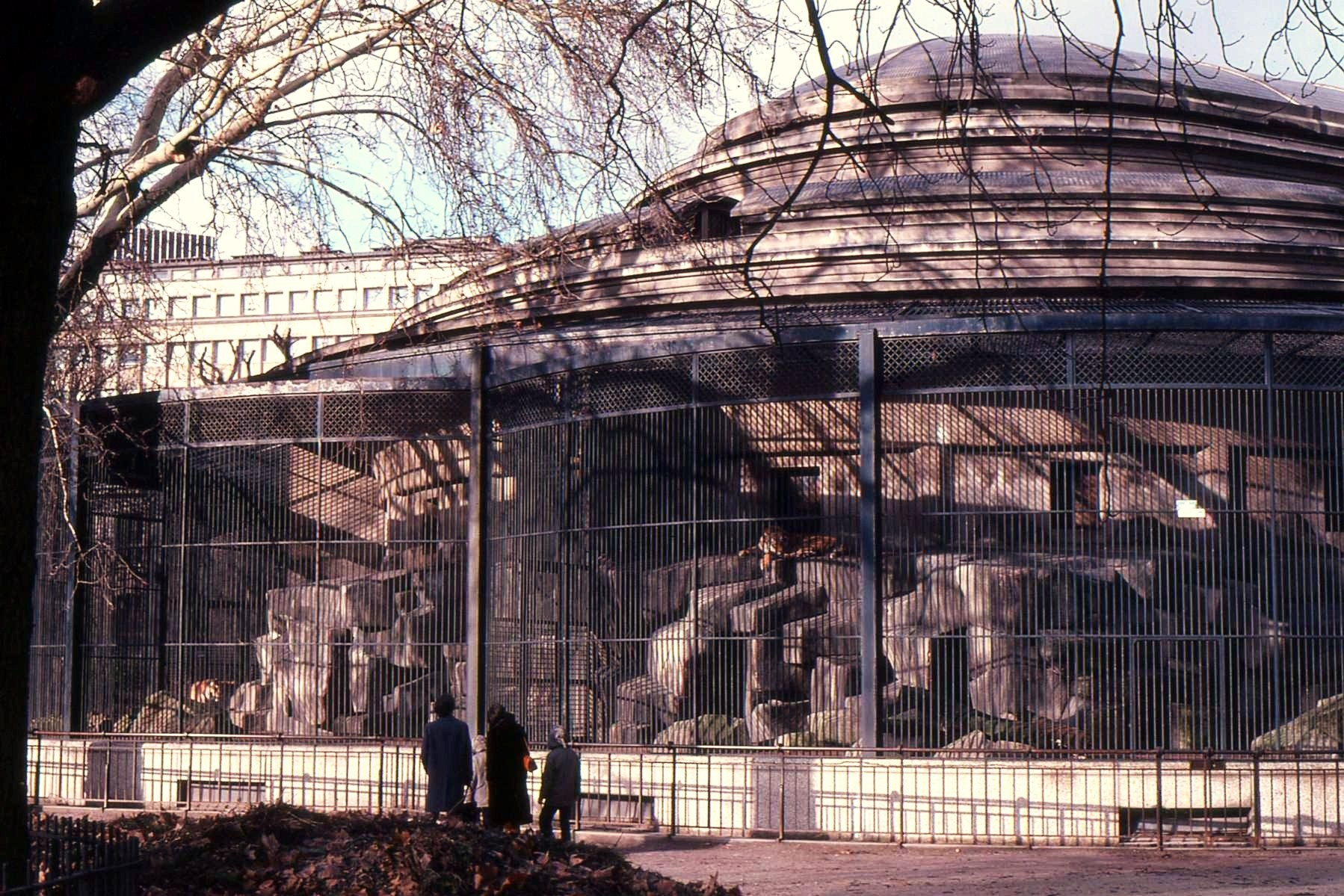
Zona de grandes carnívoros en 2009, cuando los tigres allí estaban aún presentes
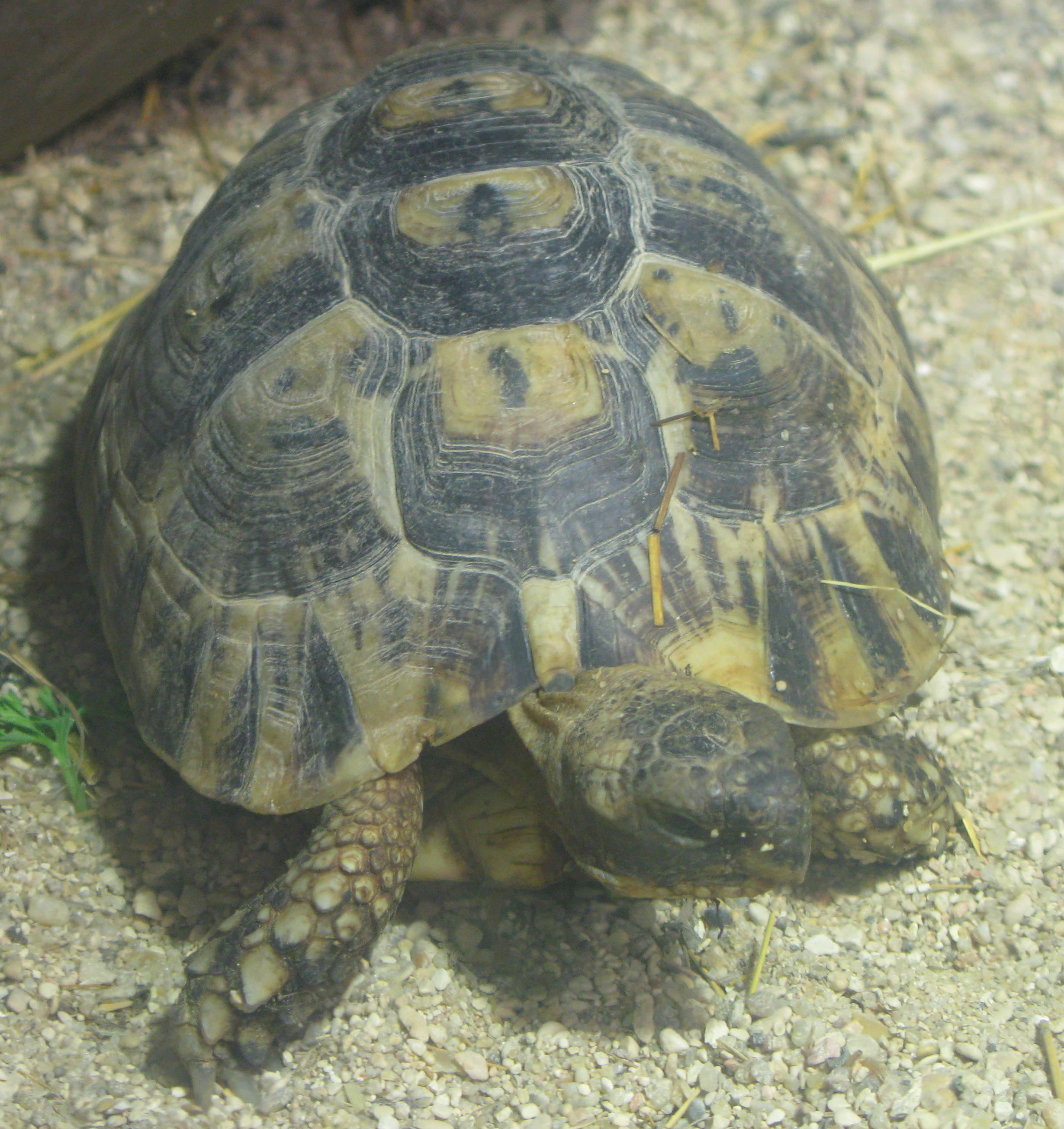
Tortuga mora (Testudo graeca)

### Nueva zona de monos

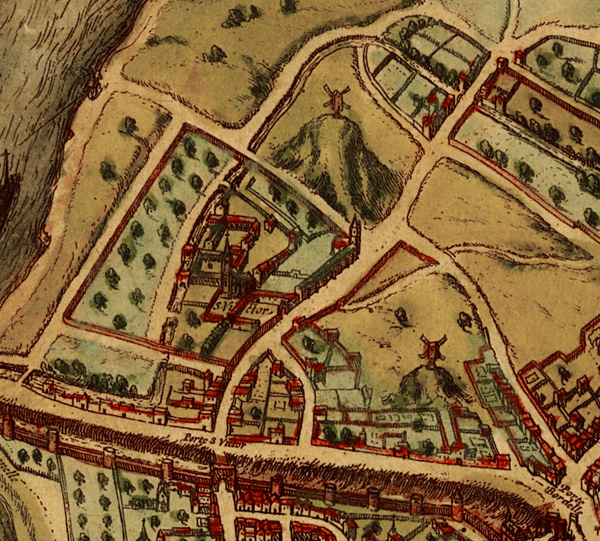
Plano esquemático que muestra la abadía Saint-Victor de Paris en 1572.

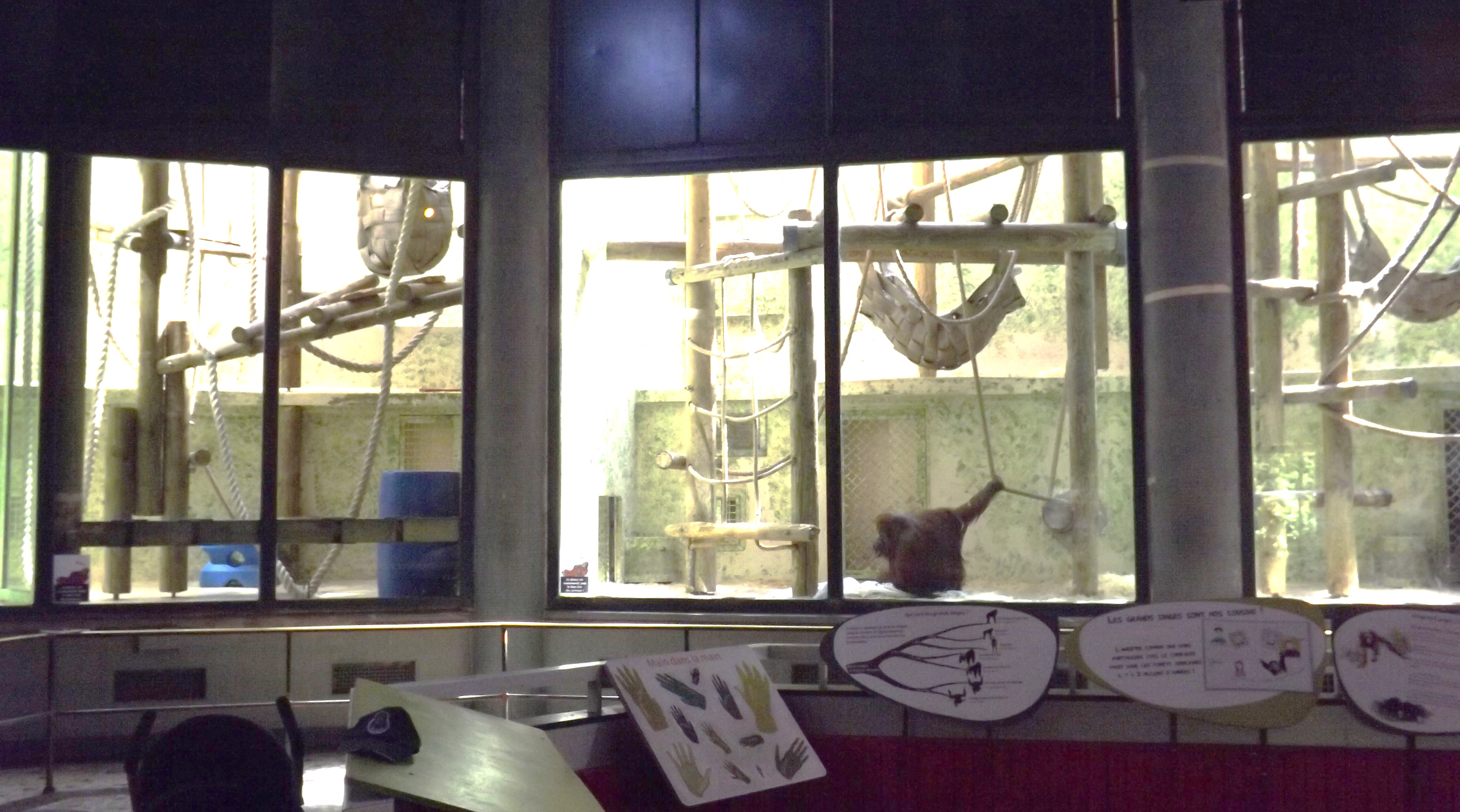
Interior de la zona de monos, vista desde los alojamientos de los orangutanes
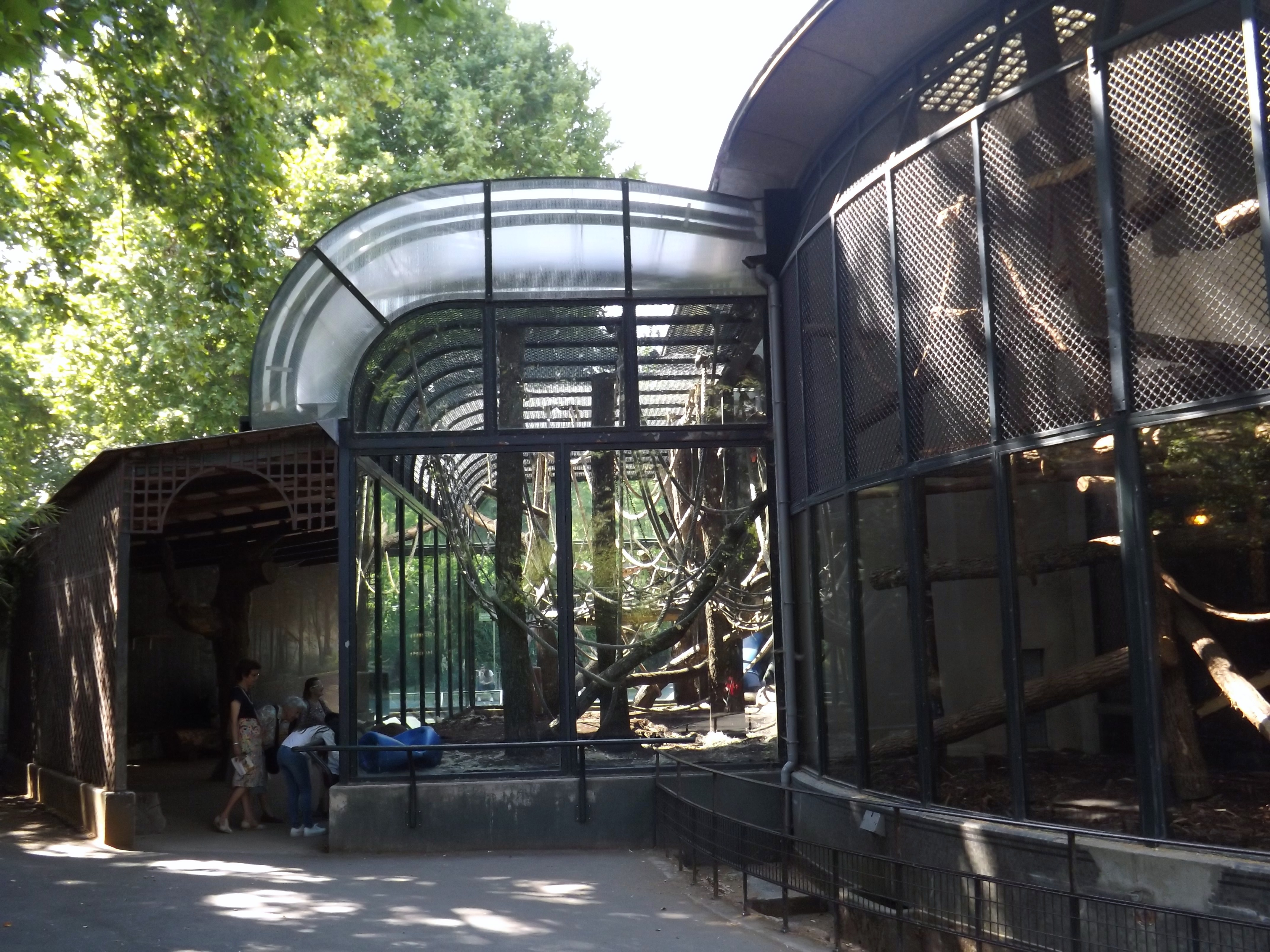
Alojamiento exterior de los orangutanes
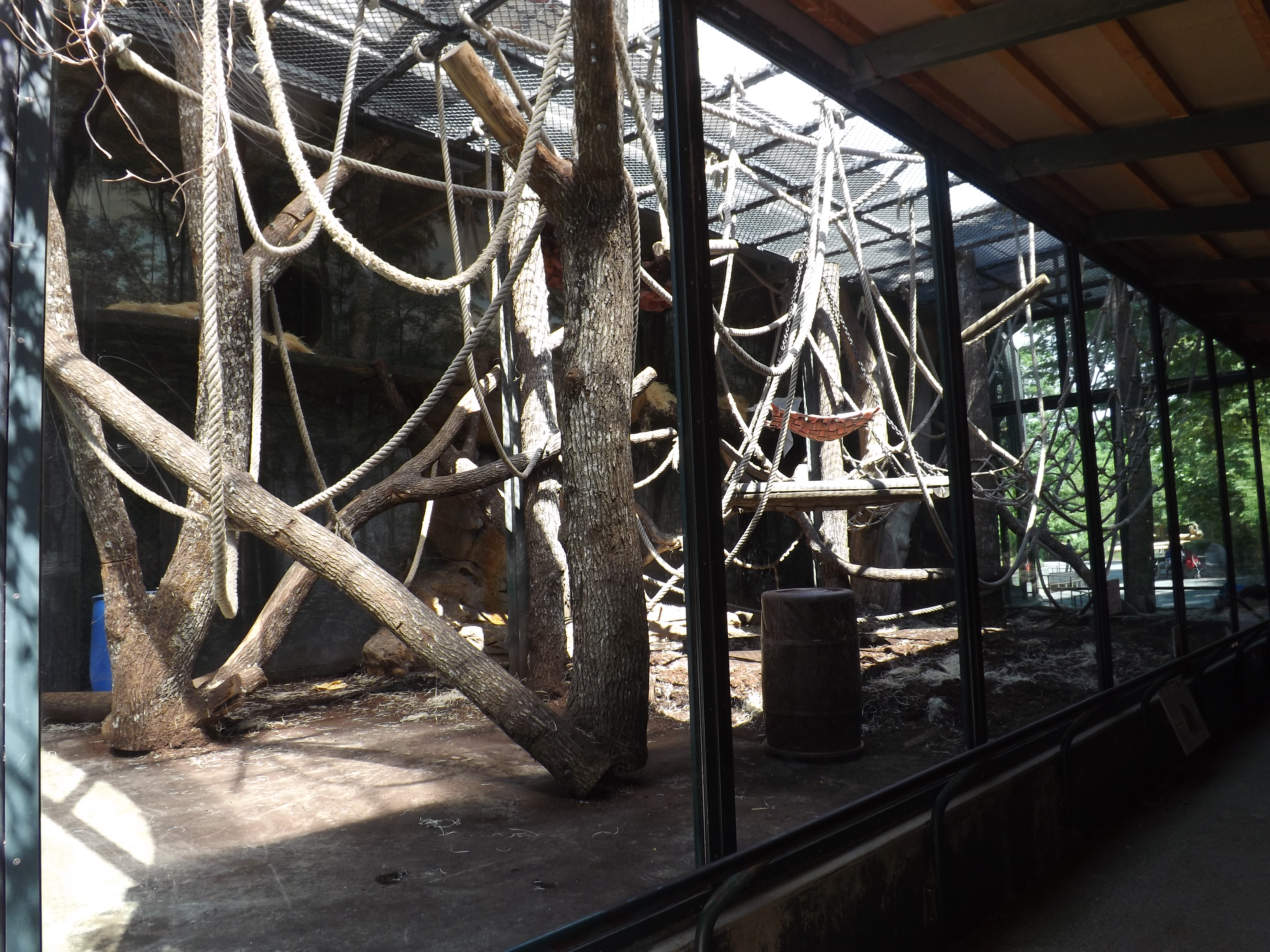
Antigua vista de la zona exterior de los orangutanes
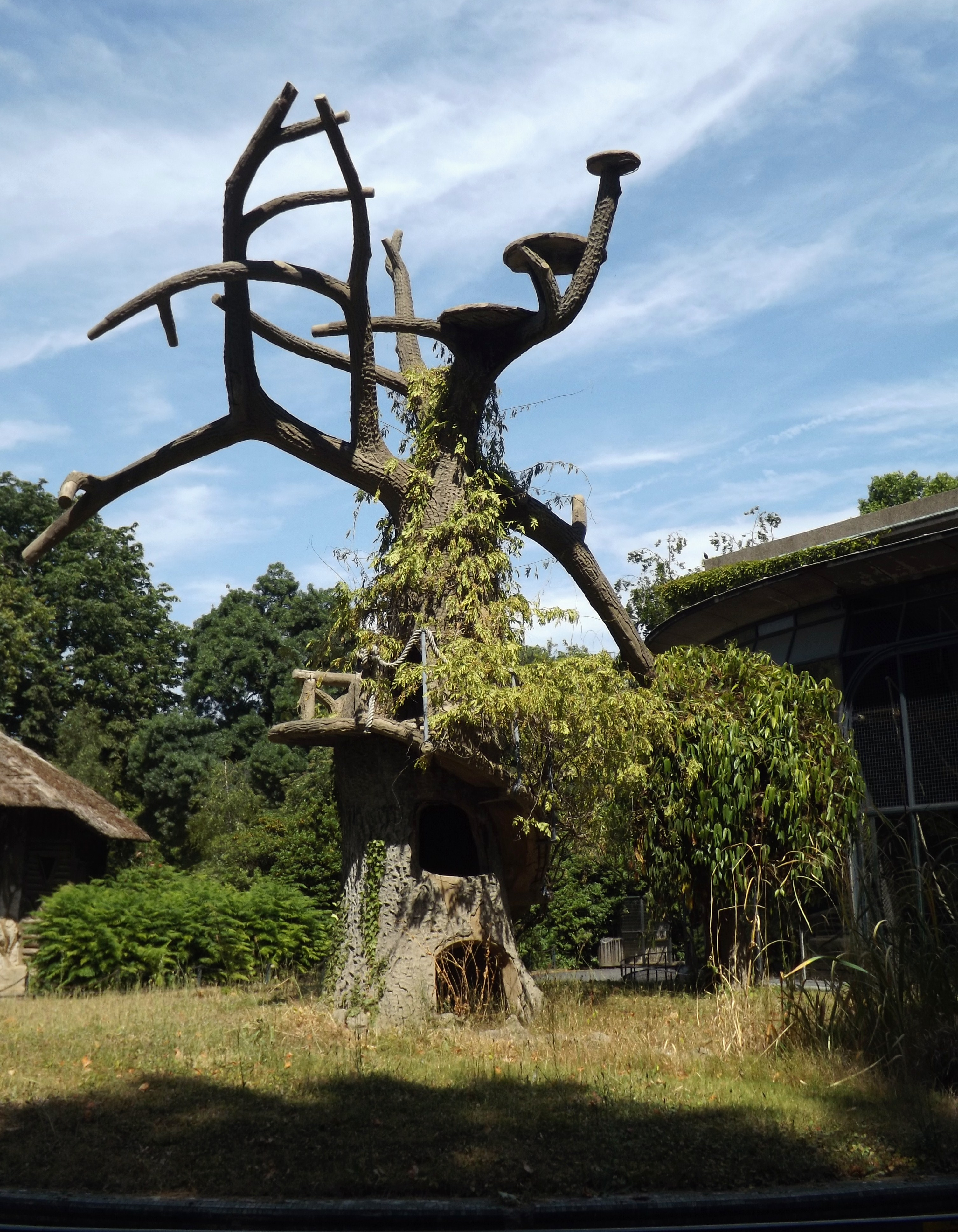
Antigua instalación para monos

### Otras instalaciones

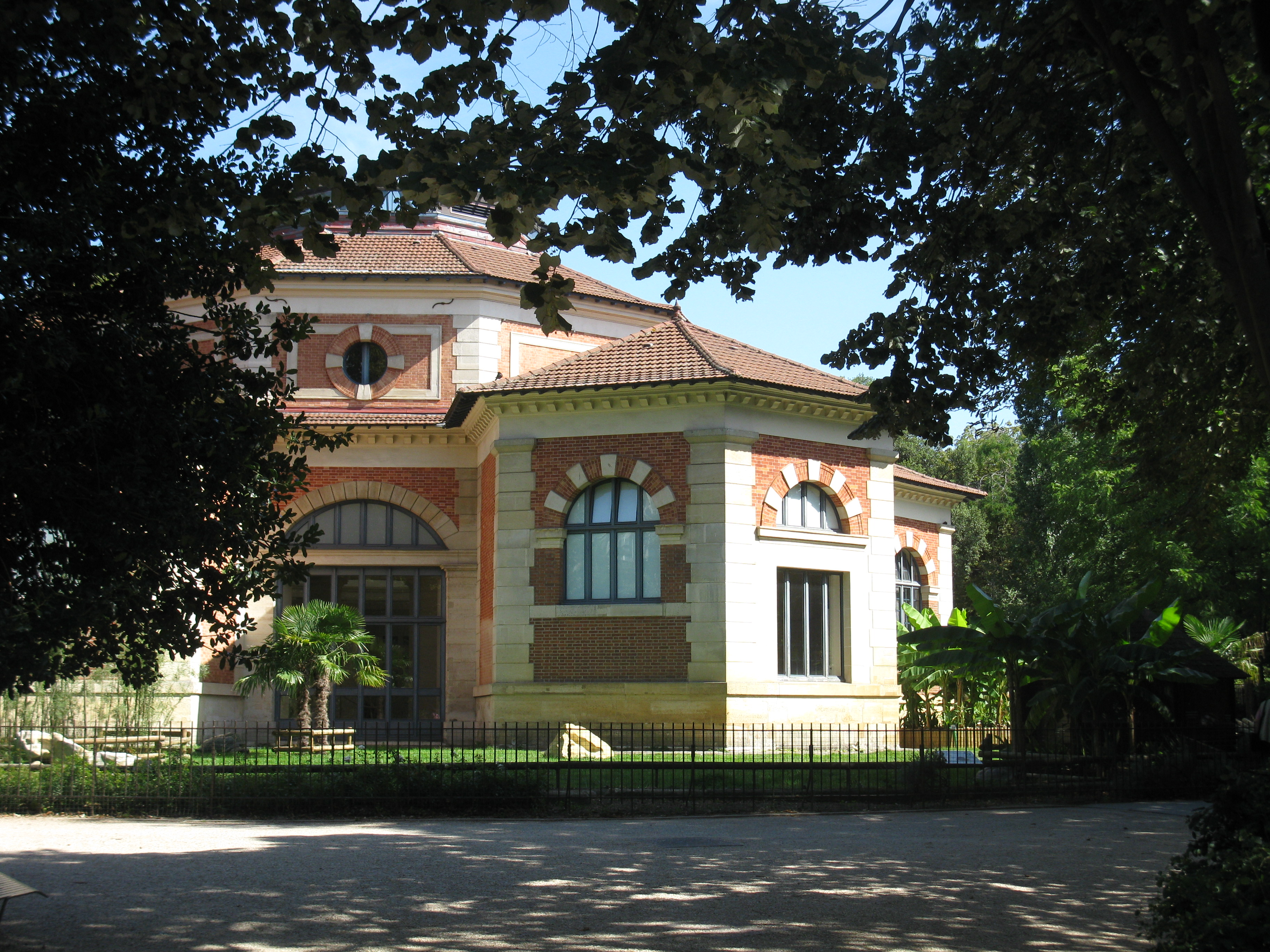
La Rotonda usada hoy día para exposiciones temporales
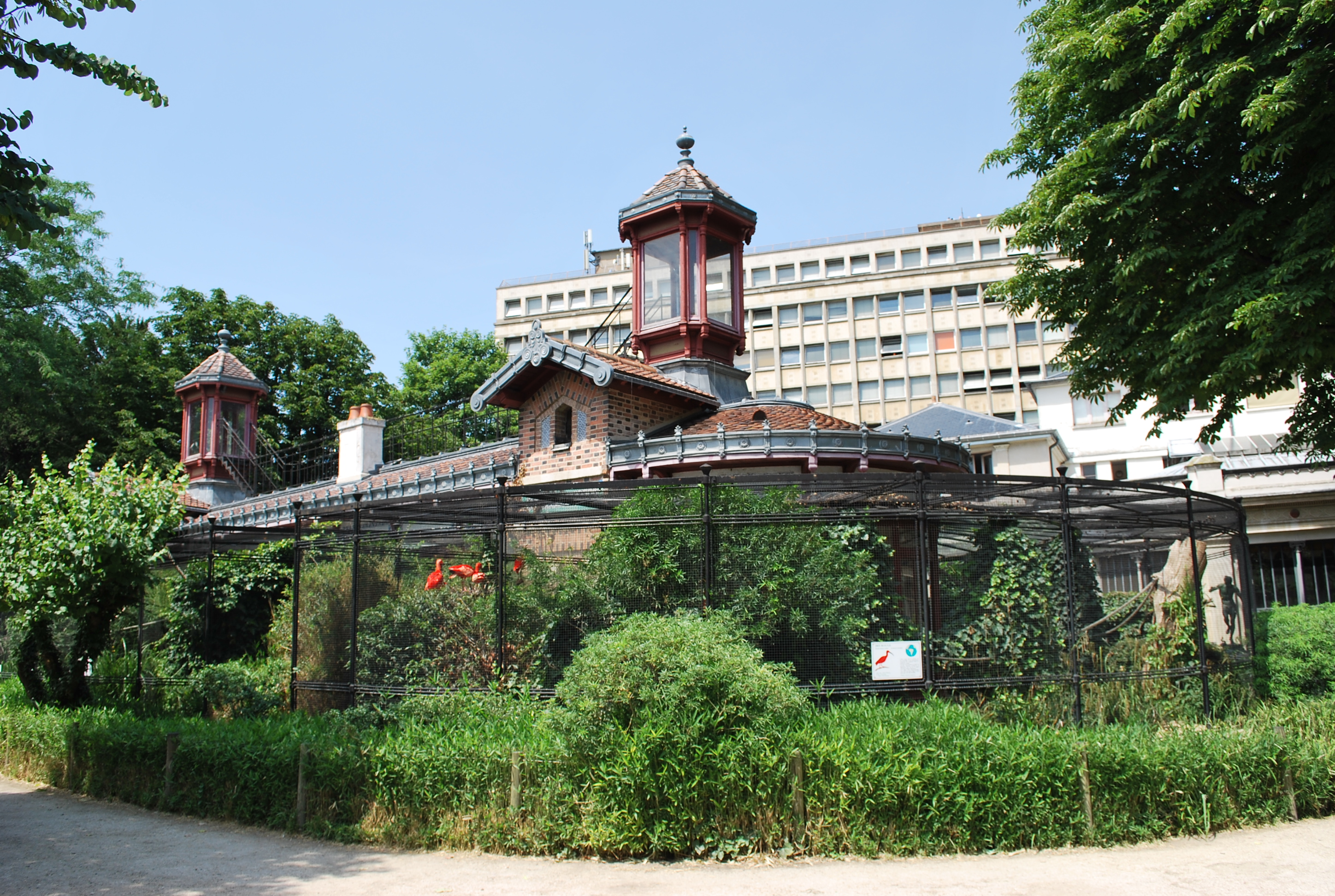
La faisanería (1855)
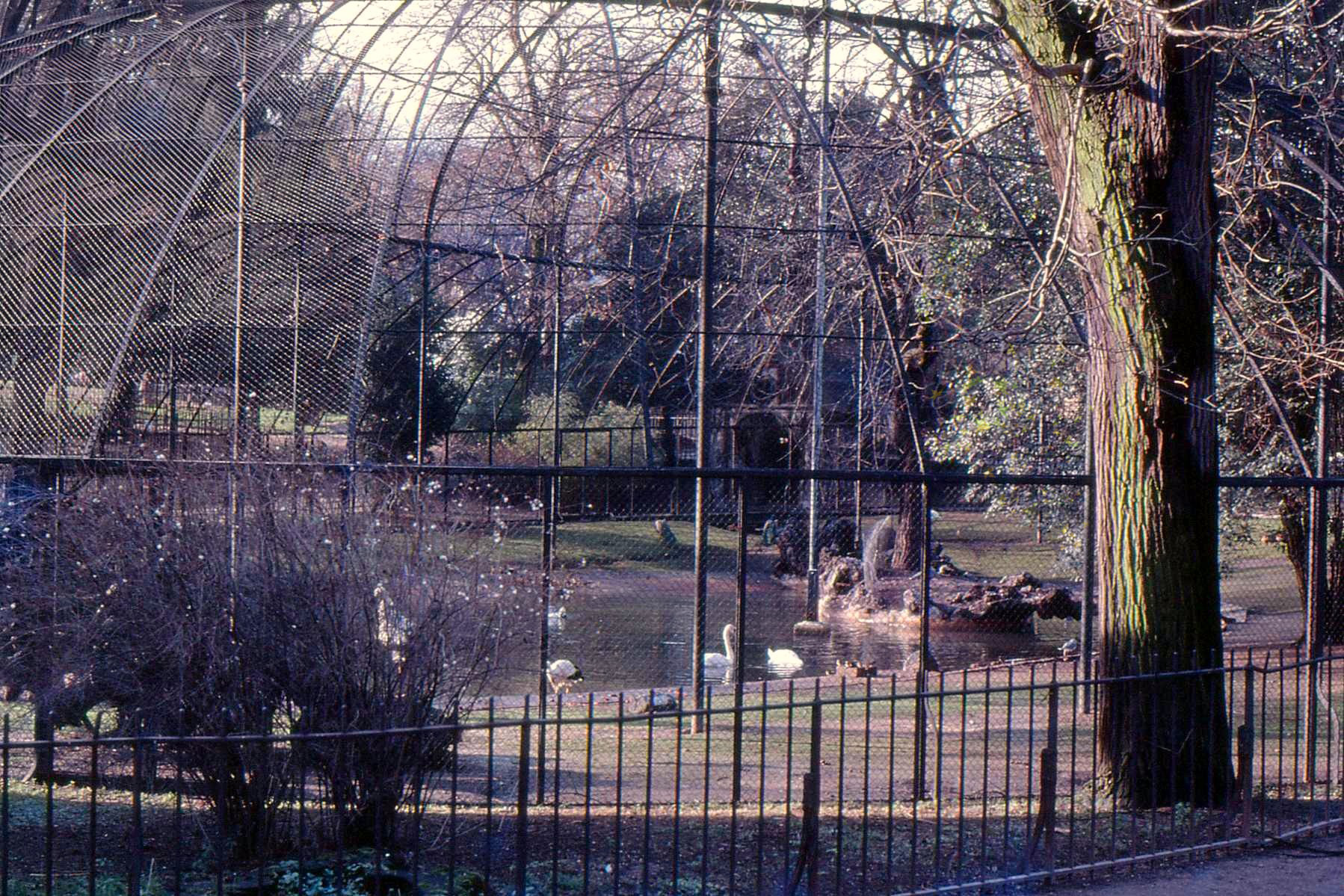
La gran pajarera (1888)
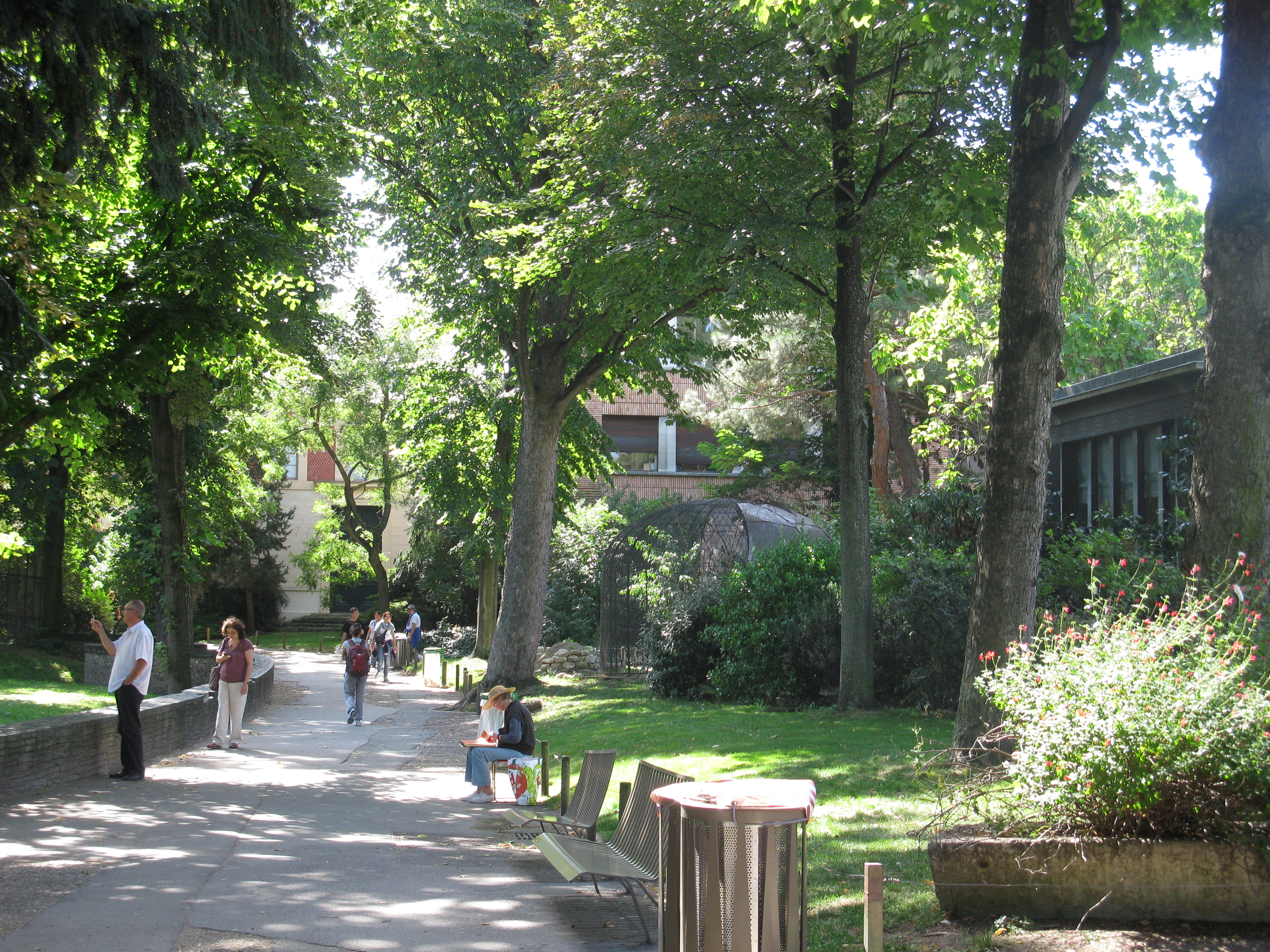
A derecha el vivarium (1926)

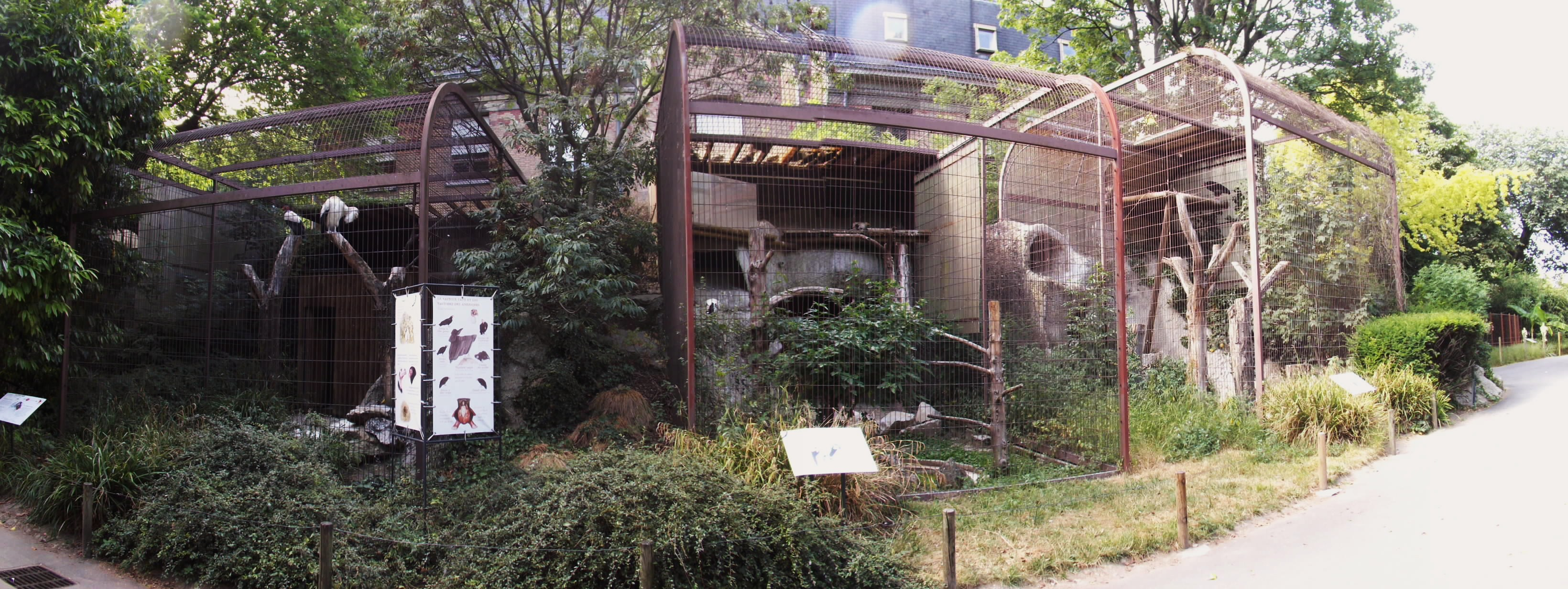
Pajareras de aves rapaces
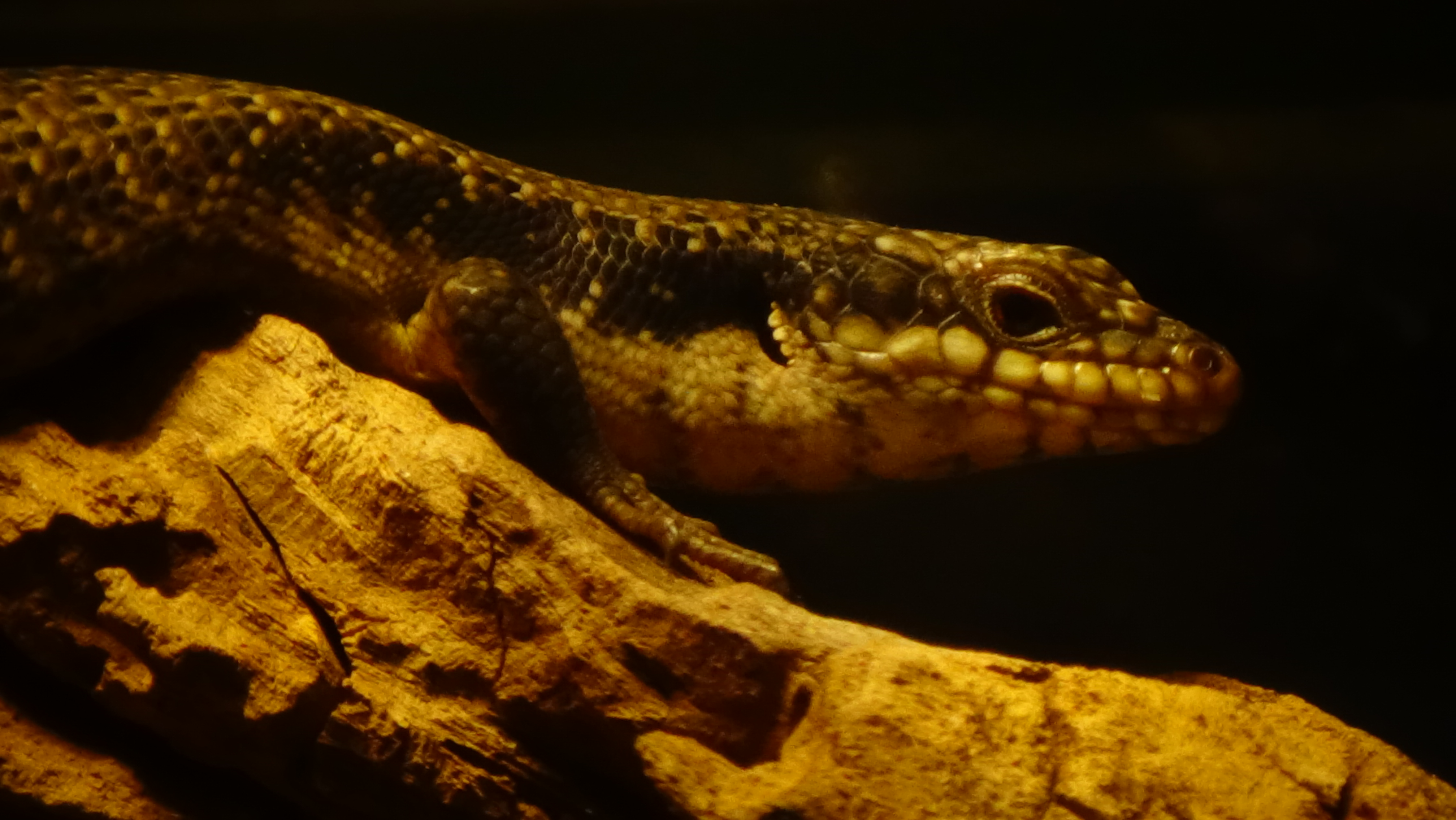
Egernia striolata (lagarto arbóreo)

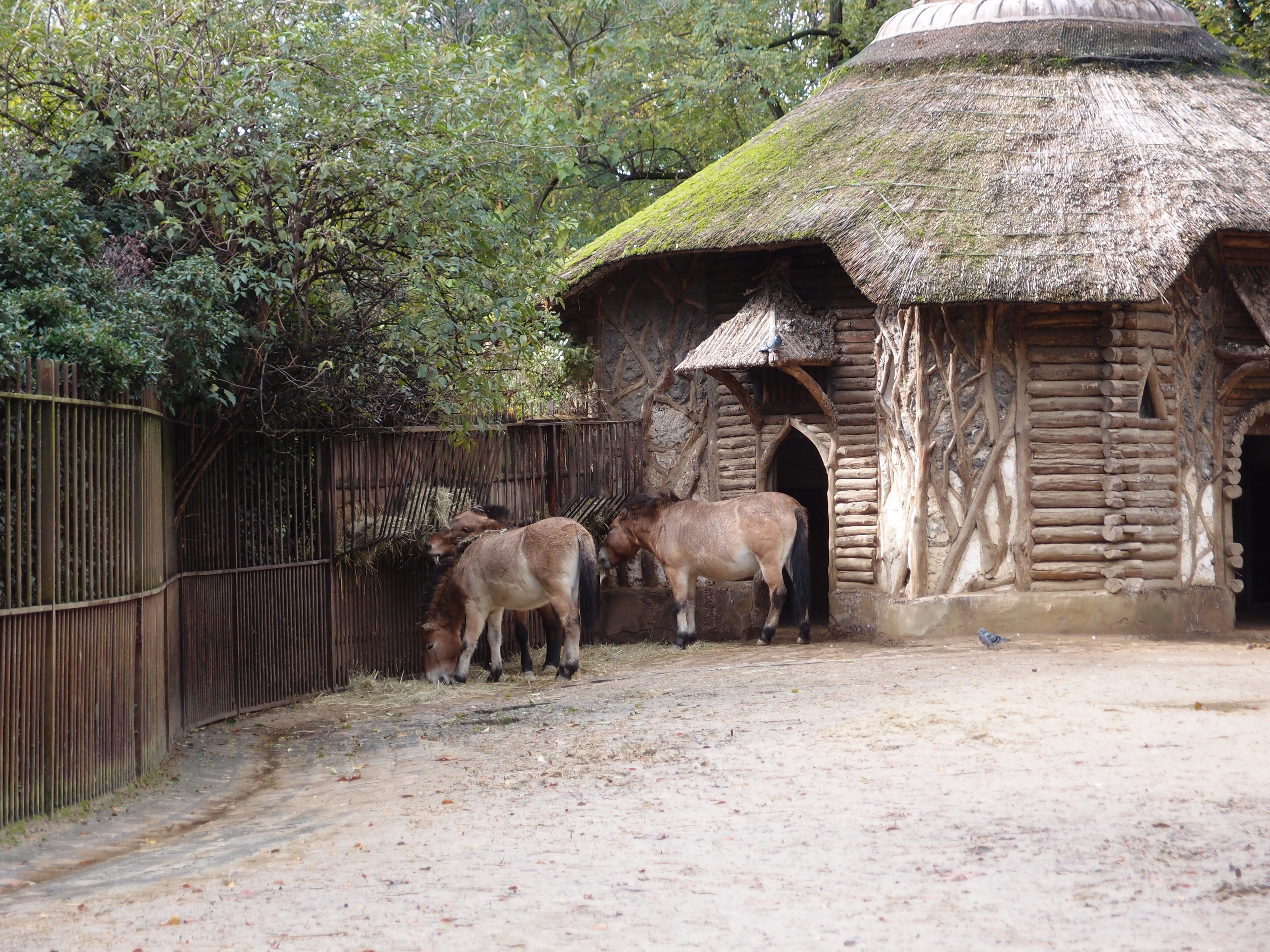
Un llamado a donaciones fue lanzado a fines de 2016, para salvar el abrigo de los caballos de Przewalski, construcción que data de 1890.

En 2016, una suscripción nacional fue orquestada para salvar la decrepitud del abrigo de los caballos de Przewalski, la que había sido construida en 1890, en el estilo de las construcciones de la Aldea de la Reina (dependencia del llamado Pequeño Trianón que Luis XV mandó construir en Versalles, como regalo para su esposa María Antonieta.

## La ménagerie en la cultura
El poeta alemán Rainer Maria Rilke dedicó un poema a la pantera del 'Jardin des Plantes', que lleva por título Der Panther (en alemán) y La Panthère (en francés).
| Texto original | Traducción al francés |
| --- | --- |
| Sein Blick ist vom Vorübergehn der Stäbe so müd geworden, daß er nichts mehr hält. Ihm ist, als ob es tausend Stäbe gäbe und hinter tausend Stäben keine Welt. Der weiche Gang geschmeidig starker Schritte, der sich im allerkleinsten Kreise dreht, ist wie ein Tanz von Kraft um eine Mitte, in der betäubt ein großer Wille steht. Nur manchmal schiebt der Vorhang der Pupille sich lautlos auf –. Dann geht ein Bild hinein, geht durch der Glieder angespannte Stille – und hört im Herzen auf zu sein. | Son regard est si las de traverser les barreaux qu'il ne fixe plus rien. Pour lui, c'est comme s'il y avait un millier de barreaux, et derrière le néant. Un pas dur de la démarche molle, parcourant des cercles décroissants, tel une danse de la force autour d'un centre, où se tient étourdie une volonté plus grande. Sauf que parfois les paupières balaient silencieusement les pupilles. Alors une image entre, traverse l'immobilité des membres, et s’éteint dans le cœur. |

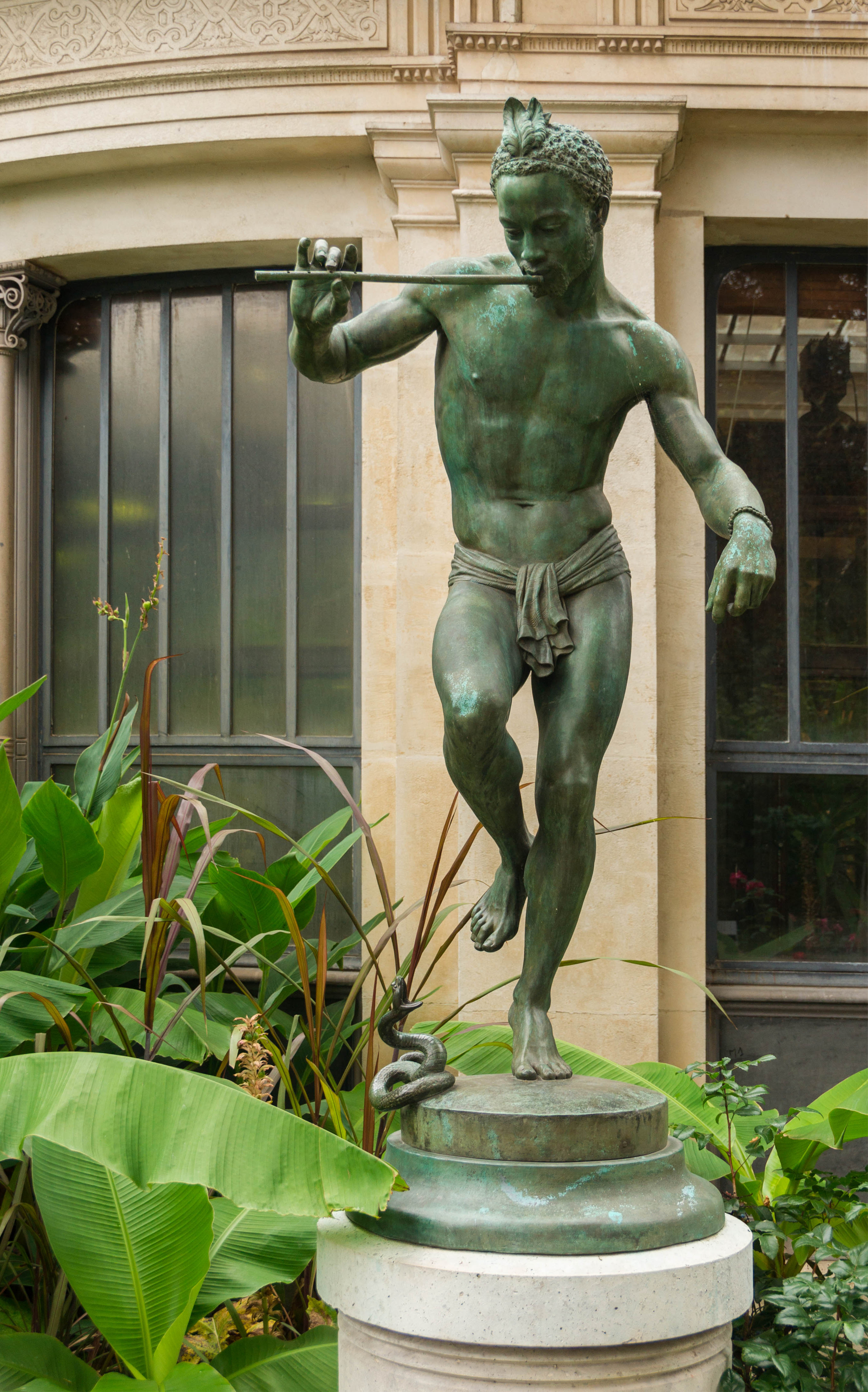
El Encantador de serpientes o Danza de Nubia, escultura de Charles-Arthur Bourgeois realizada en el año 1862.

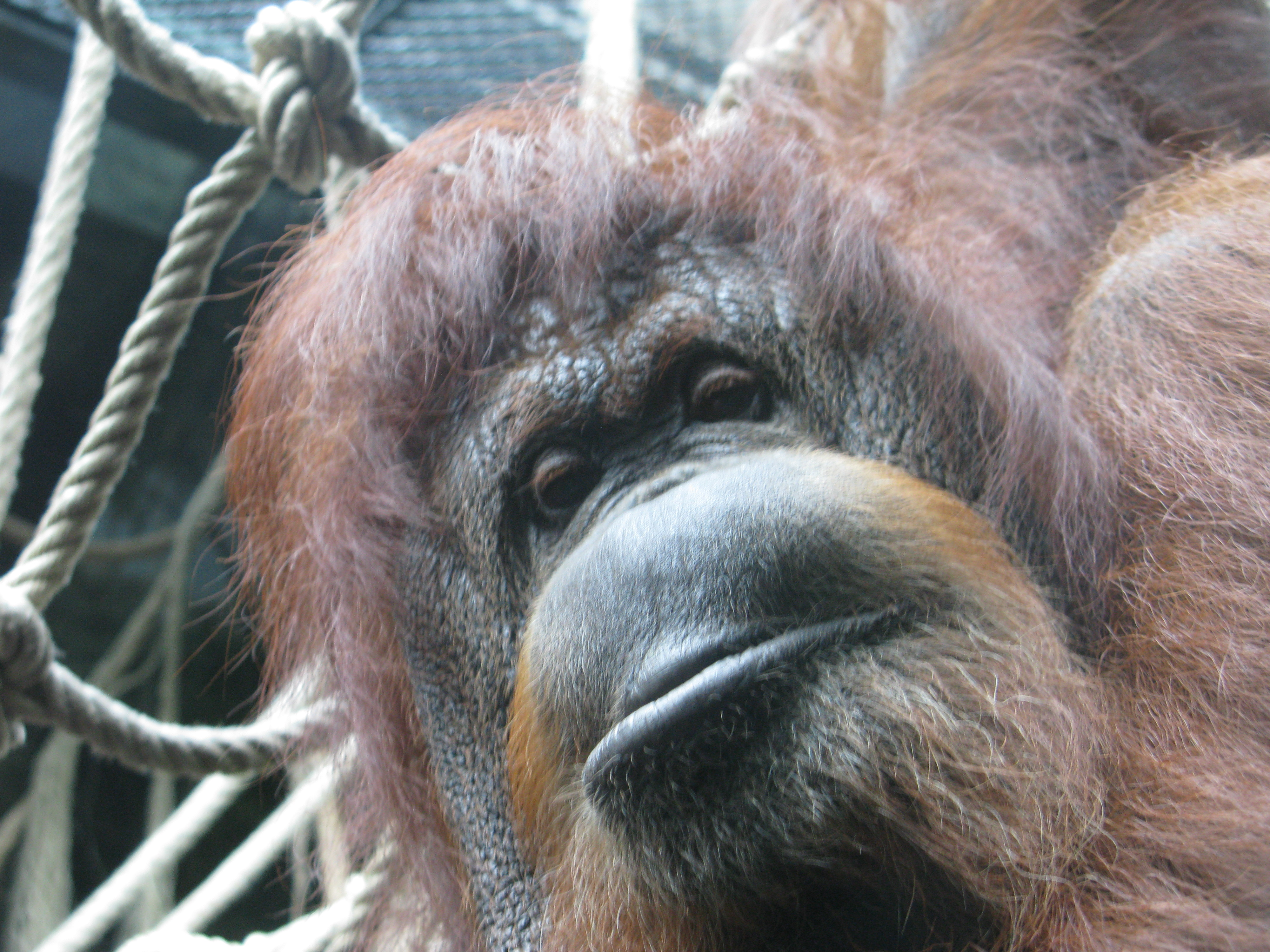
Nénette, hembra de orangután nacida en Borneo (Indonesia) hacia fines de los años 1960. Pasados ya más de 50 años, Nénette es uno de los orangutanes más viejos del mundo, y la vedette por excelencia de la Ménagerie, el zoo del Jardín de Plantas.

Por otra parte, en su Libro sobre San-Michele (1929), el doctor Axel Munthe describe sus largos "cara a cara" con el gorila de la 'Galerie des Primates', y la comunicación emocional no verbal que a veces se establecía entre ellos.
Frente a la galería de herpetología, se encontraba la estatua « Charmeur de serpents » (en español: « Encantador de serpientes ») de Charles-Arthur Bourgeois (1862), que el profesor Abel Gruvel hizo retirar en 1950 para instalarla en Dinard (Bretaña), a la entrada del « Aquarium y Museo del Mar » de Dinard, pero en esa época y fuera de la capital, el canon de lo que era admisible en arte, estaba aún demasiado impregnado por un exagerado pudor y conservadurismo más propio de la época victoriana que del siglo XX, y el desnudo masculino de la escultura fue juzgado « indecente e inmoral » por muchos lugareños, razón por la cual en 1952 fue vandalizado; ello llevó a las autoridades a reconsiderar su anterior decisión, por lo que finalmente se decidió volver a llevar la estatua a la Ménagerie de París. La contraparte de esta escultura es el « Cazador de cocodrilos » (en francés: « Chasseur de crocodiles »), del mismo escultor, aunque esta última obra es algo más tardía, ya que data de 1886.
En cuanto a la filmografía, corresponde destacar que varias obras cinematográficas han sido parcialmente rodadas en la Ménagerie, como por ejemplo Les Bonnes Femmes de Claude Chabrol (1960) y Les Aventures extraordinaires d'Adèle Blanc-Sec de Luc Besson (2010).
También, una hembra de orangután nacida en Borneo en 1969, e instalada en la ménagerie a partir de 1972, ha sido objeto de un film documental de Nicolas Philibert titulado Nénette, el que fue estrenado en cines el 31 de marzo de 2010.

## Acceso
La Ménagerie tiene varias entradas, la del lado Jardin des Plantes y quai Saint-Bernard puede ser accedida a través de varias líneas de autobús, así como a través del Metro de París (estación Gare d'Austerlitz), y también por la escalera Jardin des Plantes de la red Batobus.